# ベイビン・パーソンズ
ベイビン・パーソンズ（Beibhinn Parsons、2001年11月30日 - ）は、アイルランドの女子ラグビー選手。

## プロフィール
- アイルランド・バリナスロー出身[1]。
- ポジションはウィング(WTB)。
- 身長 170cm、体重 72kg
- 女子アイルランド代表キャップは12。（2024年9月現在）

## 略歴
2024年、パリ五輪の7人制女子アイルランド代表に選ばれた。